# Havutçulu, Selçuk
Havutçulu là một xã thuộc huyện Selçuk, tỉnh İzmir, Thổ Nhĩ Kỳ. Dân số thời điểm năm 2010 là 262 người.